# Lancia D23

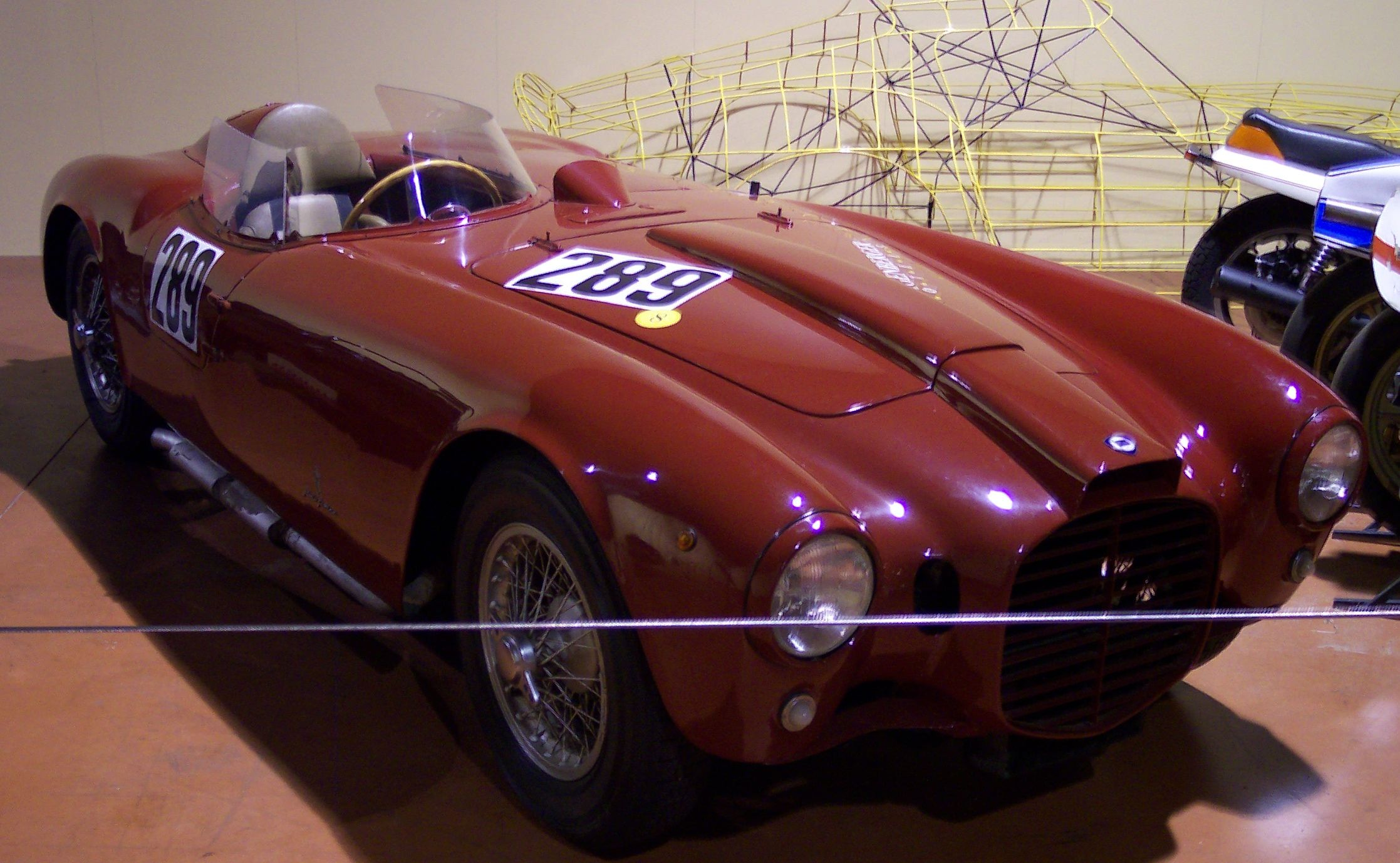
Lancia D23

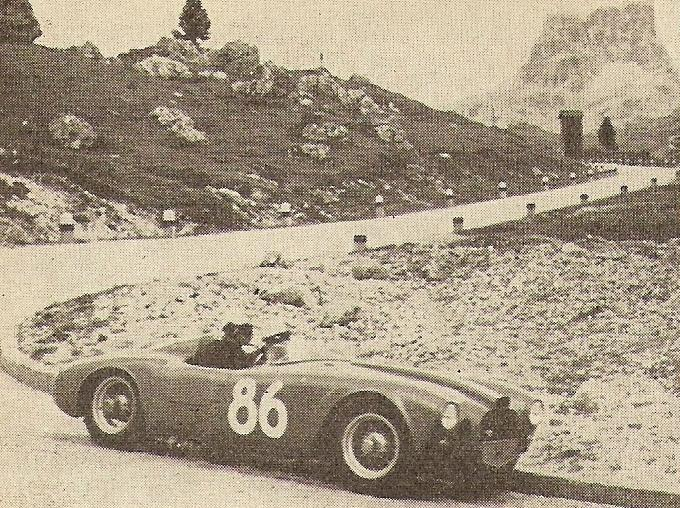
Der D23 von Piero Taruffi während der Coppa d’Oro delle Dolomiti 1953

Der Lancia D23 war ein Rennsportwagen, der 1953 bei Lancia entwickelt wurde.

## Entwicklung und Technik
Der Lancia D23 wird zwar in vielen Publikationen als das Nachfolgemodell des Lancia D20 bezeichnet, ist aber die offene Version des geschlossenen D20 und basiert auf derselben Technik. Wie der D20 hatte der D23 einen Rohrrahmen und innenliegende Trommelbremsen. Die Karosserie wurde ebenfalls bei Pininfarina gefertigt. Auch der Motor war identisch; ein 3-Liter-V6-Motor, der 217 PS leistete.

## Renngeschichte
Sein Renndebüt gab der D23 bei einem nationalen Sportwagenrennen in Monza. Am Steuer saßen José Froilán González, der den Wagen mit der Chassisnummer 0001 pilotierte, und Felice Bonetto im Chassis 0002. Während Gonzáles mit Kupplungsschaden ausschied, erreichte Bonetto den zweiten Gesamtrang. Es folgten Einsätze bei Bergrennen und Sportwagenrennen in Italien. Piero Taruffi feierte im Juni 1953 bei einem Rennen in Monsanto den einzigen Rennsieg mit einem D23.
Bei der Carrera Panamericana 1953 politierte Eugenio Castellotti – mit Beifahrer Carlo Luoni – seinen D23 an die dritte Stelle der Gesamtwertung und komplettierte damit den Dreifachsieg von Lancia. Giovanni Bracco im zweiten eingesetzten D23 fiel nach Unfall aus.